# Шубхакарасимха

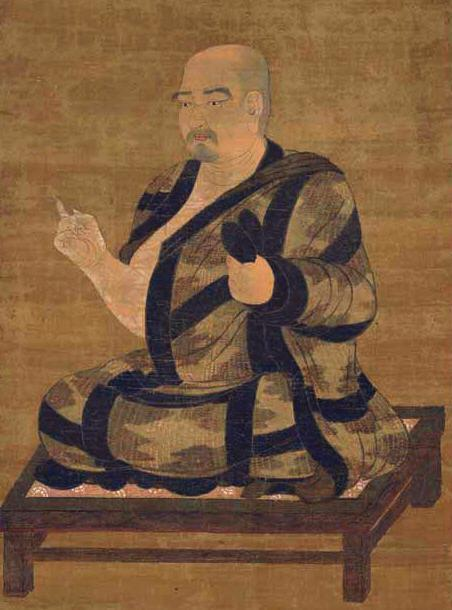
Портрет Шубхакарасимхи, XIV век, Национальный Музей, Токио

Шубхакарасимха (кит. Шань Увэй 善無畏; яп. Дзэммуи; 637—735) — выдающийся буддийский монах и переводчик, один из основоположников эзотерического буддизма в Китае.
Сведения о монахе сохранились в ряде древних китайских источников, однако реальные исторические события перемешаны в них с очевидными вымыслами. Согласно этим сведениям, Шубхакарасимха родился в Индии и был старшим сыном царя Буддхакары, который принадлежал династии Кара, правившей в дальнейшем в районе Одры (Орисса) между VIII и XII веками н. э. В отроческом возрасте он отказался от своего монаршего статуса, предопределив, таким образом, свою будущую судьбу. По некоторым сведениям, он поступил так в связи с возникшей в стране смутой и передал бразды правления своему брату.
После этого Шубхакарасимха перебрался в знаменитый буддийский университет в Наланде, где несколько лет был учеником мастера Дхармагупты, который, как сообщается, наставлял его не только в тайнах учения, но и в необходимости распространения этих сокровенных знаний в Китае. Однако Шубхакарасимха на некоторое время задержался в Индии; в Гандхаре он получил непосредственные наставления от бодхисатвы Манджушри и записал их, оставив один экземпляр местному царю. Предполагают, что Шубхакарасимха покинул Индию в связи с политической нестабильностью, возникшей в центральных регионах. Он отправился на север в Китай, и, остановившись недалеко от города Тукхара, составил Махавайрочана-сутру. Проехав через Тибет, монах в 716 году прибыл в танскую столицу Чанъань.
В агиографическом жизнеописании сообщается, что император Сюань-цзун (712—756) уже ждал его, так как перед тем видел его во сне как грядущего мудреца, и по прибытии даровал ему звание «наставника страны». Шубхакарасимха, которому к этому моменту было почти 80 лет, привёз с собой целую коллекцию рукописей, однако каталог этой коллекции не сохранился. Первоначально он обосновался в монастыре Синфусы, но в 717 году перебрался в монастырь Симинсы, окружив себя командой ассистентов, занятых под его руководством переводами с санскрита на китайский текстов из его коллекции. Шубхакарасимха прославился в Китае не только как переводчик; он занимался магическими практиками, среди которых была способность вызывать дождь произнесением дхарани в несколько сот слогов — эта его особенность очень ценилась Сюань-цзуном.
В 724-25 гг. Шубхакарасимха был в свите императора при посещении Лояна, где он подолгу останавливался в монастырях Шэншаньсы и Фусяньсы. По достижении 95и-летнего возраста монах стал просить императора отпустить его на родину в Индию, однако получил отказ. Шубхакарасимха умер в 735 году и был удостоен звания «Хранителя дворцового и государственного ритуала» (Хунлу цин). В 740 году его останки были захоронены в горах к западу от буддийских пещер Лунмэня. Позднее, в 758 году на этом священном месте был построен монастырь Гуанхуасы.
Историки буддизма особо отмечают переводческую деятельность Шубхакарасимхи. За время пребывания в Китае под его руководством было переведено по меньшей мере 17 больших буддийских текстов, среди которых были основополагающие религиозно-философские сочинения, такие, как «Махавайрочана-сутра» и «Сусиддхикара-сутра», и руководства по тантрической практике — «Способ произношения дхарани Бодхисатвы Акашагарбхи» и др. Эти тексты легли в основу одного из направлений китайского эзотерического буддизма, а их философские идеи были развиты последователями Шубхакарасимхи, такими как Исин, Хуэй Го и Кукай. Наряду с Ваджрабодхи и Амогхаваджрой Шубхакарасимха занял место среди «Трёх Великих Ачарьев (учителей) Средней Тан». Благодаря переводам Шубхакарасимхи в научный обиход танского Китая были введены все последние достижения индийской буддийской науки, а буддийские адепты Китая узнали о новых эзотерических божествах.